# Лейк-Данлап (Техас)
Лейк-Данлап (англ. Lake Dunlap) — переписна місцевість (CDP) в США, в окрузі Гвадалупе штату Техас. Населення — 1981 особа (2020).

## Географія
Лейк-Данлап розташований за координатами 29°39′55″ пн. ш. 98°4′53″ зх. д. / 29.66528° пн. ш. 98.08139° зх. д. (29.665408, -98.081449).  За даними Бюро перепису населення США в 2010 році переписна місцевість мала площу 4,38 км², з яких 4,01 км² — суходіл та 0,38 км² — водойми.

## Демографія
Згідно з переписом 2010 року, у переписній місцевості мешкали 1934 особи в 684 домогосподарствах у складі 501 родини. Густота населення становила 441 особа/км².  Було 817 помешкань (186/км²).
Расовий склад населення:
| - 87,3 % — білих - 2,1 % — чорних або афроамериканців - 1,1 % — корінних американців - 0,1 % — азіатів - 6,4 % — осіб інших рас |

До двох чи більше рас належало 3,2 %. Частка іспаномовних становила 34,2 % від усіх жителів.
За віковим діапазоном населення розподілялося таким чином: 25,4 % — особи молодші 18 років, 63,0 % — особи у віці 18—64 років, 11,6 % — особи у віці 65 років та старші. Медіана віку мешканця становила 38,1 року. На 100 осіб жіночої статі у переписній місцевості припадало 105,1 чоловіків;  на 100 жінок у віці від 18 років та старших — 98,6 чоловіків також старших 18 років.
Середній дохід на одне домашнє господарство  становив 61 652 долари США (медіана — 50 833), а середній дохід на одну сім'ю — 61 063 долари (медіана — 50 587). Медіана доходів становила 28 333 долари для чоловіків та 33 338 доларів для жінок. За межею бідності перебувало 13,5 % осіб, у тому числі 20,2 % дітей у віці до 18 років та 10,2 % осіб у віці 65 років та старших.
Цивільне працевлаштоване населення становило 1220 осіб. Основні галузі зайнятості: освіта, охорона здоров'я та соціальна допомога — 19,0 %, роздрібна торгівля — 18,1 %, виробництво — 14,8 %.